# 고영목
고영목(1916년/1920년 ~ ?)은 대한민국의 조직폭력배이다. 주로 전라도, 부산경남 등 남부에서 활동했으며, 1952년에는 명동패의 황병관을 총으로 쏴 죽였다. 이후 카바레를 운영하며, 영화 논개의 제작에도 참여했다. 그러나 군사정권 출범 이후로는 세력을 잃었다.

## 고영목이 등장한 작품
- 《야인시대》(2002) (배우: 김유철)